# Marcelo Tavares
Pour les articles homonymes, voir Tavares.
Marcelo Tavares, de son nom complet Marcelo Vilas Boas Tavares (né le 30 août 1980) est un footballeur brésilien.